# Ahol a szivárvány véget ér (film)
Az Ahol a szivárvány véget ér (eredeti cím: Love, Rosie) egy 2014-ben bemutatott brit-német romantikus vígjáték, ami Cecelia Ahern ír származású írónő azonos című regénye alapján készült el. A filmet Christian Ditter rendezte Juliette Towhidi forgatókönyvéből, zenét pedig Ralph Wengenmayr szerezte. A történet egy fiú és egy lány kapcsolatát mutatja be. A főszereplők közt megtalálható Lily Collins, Sam Claflin, Christian Cooke, Tamsin Egerton és Suki Waterhouse
2014. október 22-én mutatták be az Egyesült Királyságban, a premierje azonban október 6-án volt Londonban. Németországban október 30-án, Magyarországon pedig 2015. február 12-én került mozikba.

## Cselekmény
Rosie és Alex már 5 éves koruk óta legjobb barátok, épp ezért nem hisznek abban, hogy egymásnak lettek teremtve. Akárhányszor a szerelem vagy az élet kerül terítékre, mindig más irányba mennek, később pedig más irányba sodródnak. Azonban a kettejük közti kötelék túléli a távolságokat és azokat a dolgokat, amik az idő során velük történnek.

## Szereplők
| Színész         | Szerep          | Magyar hang        |
| --------------- | --------------- | ------------------ |
| Lily Collins    | Rosie Dunne     | Bogdányi Titanilla |
| Sam Claflin     | Alex Stewart    | Czető Roland       |
| Christian Cooke | Greg            | Varga Gábor        |
| Jaime Winstone  | Ruby            | Solecki Janka      |
| Suki Waterhouse | Bethany         | Németh Borbála     |
| Tamsin Egerton  | Sally           | Dóka Andrea        |
| Jamie Beamish   | Phil            | Stohl András       |
| Lorcan Cranitch | Dennis Dunne    | Melis Gábor        |
| Ger Ryan        | Alice Dunne     |                    |
| Sadbh Malin     | Clare           |                    |
| Damien Devaney  | Férfi a liftben | Németh Gábor       |
| Jonathan White  | Mr. Simpson     | Király Attila      |